# Росица Анчева
Росица Анчева е българска режисьорка.

## Биография
Родена е на 6 юли 1972 в София. През 2005 г. завършва „Кино- и телевизионна режисура“ в класа на режисьора проф. Никола Корабов. Дипломира се с документалния филм „Документалното кино през Втората световна война“. С филма „107-те стъпала“ взима първата си награда – Специалната награда на историческия музей в Русе на международния фестивал „Българската Европа“.
От 1999 г. работи в БНТ като директор продукция, асистент-режисьор в предаването „Навигатор“ с Александър Авджиев. Памет българска с Божидар Димитров. От 2003 г. като режисьор – „Иде нашенската музика“ с автор и водещ Даниел Спасов и Милен Иванов, „Аз се върнах…“ с автор и водещ Лили Големинова.
| „             | Във всеки човек живеят двама души, единият – такива, какъвто сме, а другият е това, което искаме да бъдем. Трудно се оцелява, но има една група хора – т.нар. хора на изкуството, те успяват да „реализират“ чрез видео, картини или текст „онзи другия човек“. По този начин го изкарват на бял свят и така успяват да съживят образа и живеят в техния измислен свят... Та на този свят живея и аз ... | “ |
| Росица Анчева | |   |

## Документални филми
- „Жените в политиката“
- „Има такъв филм…“ – филм за жените в политиката
- „Българската „Ес“ класа“
- „Присъда: смърт“
- „Българи и арменци през вековете“
- „150 г. Болградска гимназия“
- „Усещане за България“, сценарист Боян Плачков
- „107-те стъпала“
- „Христо Минчев-Пилето“
- „Скокът“, сценарист Цветелина Атанасова, оператор Ивайло Кузов
- „Българският оркестър на Менаше Рагив“, сценарист Милена Спасова, оператор Явор Калоянчев
- „На гости у дома“ – филм за бесарабските българи
- „Незабравените“ – филм за бесарабските българи
- „Гълъби гукат – народната певица Анастасия Костова“
- „Деца танцуват“
- „Северняшки полъх – народната певица Василка Дамянова“
- „Северозападни пространства“
- „Неделинският двуглас“